# Différent (numismatique)
Pour les articles homonymes, voir Différent.
 (décembre 2023).
Si vous disposez d'ouvrages ou d'articles de référence ou si vous connaissez des sites web de qualité traitant du thème abordé ici, merci de compléter l'article en donnant les références utiles à sa vérifiabilité et en les liant à la section « Notes et références ».
Le différent, terme employé en numismatique et en orfèvrerie, est une marque d'atelier ou de graveur généralement représentée par une lettre ou un symbole. 
Le différent est utilisé en orfèvrerie pour distinguer le poinçon de maître de deux orfèvres ayant les mêmes initiales (père, fils, veuve...).

La corne d'abondance, présente sur les pièces françaises depuis 1880.

C'est aussi le nom donné au symbole représentant la signature du graveur (l'artiste créateur du modèle), et la signature du graveur général (responsable de l'atelier de frappe). Par exemple, une corne d'abondance, une chouette, un dauphin, etc. Cette tradition remonte aux premières monnaies grecques, où des symboles renvoyaient à des lieux de production monétaire.
Au Moyen Âge, l'apposition de différents était un moyen pour décourager la contrefaçon : les coins et les matrices originels des différents étaient conservés sous bonne garde, leur exécution demandait grande précision, de par leur finesse et leur petite taille ; c'était l'endroit de graveurs spécialisés en orfèvrerie.

## Exemples

### Sur les pièces allemandes

#### Les euros allemands
Des lettres sur la face nationale identifient les ateliers de frappe :
- A : Berlin (Staatliche Münze Berlin)
- D : Munich (Bayerisches Hauptmünzamt)
- F : Stuttgart (Staatliche Münzen Baden-Württemberg)
- G : Karlsruhe (Staatliche Münzen Baden-Württemberg)
- J : Hambourg (Hamburgische Münze)

### Sur les pièces américaines
Les États-Unis utilisent un différent pour identifier la ville où se situe l'atelier de frappe, D pour Denver, P pour Philadelphie, S pour San Francisco, W pour West Point. Les anciens ateliers sont : CC pour Carson City, C pour Charlottesville ou Dahlonega et O pour La Nouvelle-Orléans.

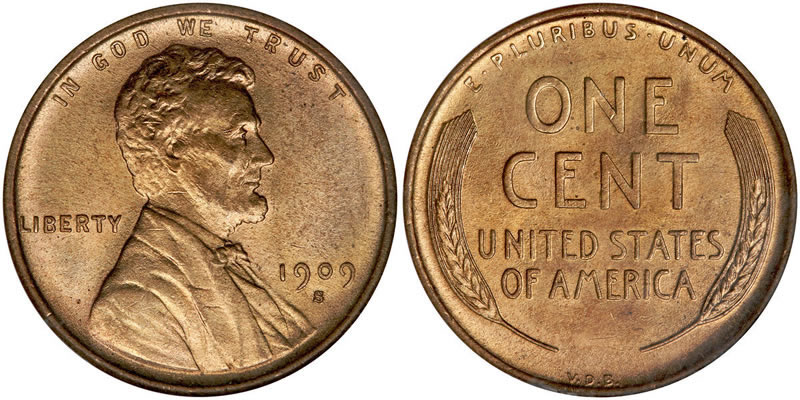
1 cent S - San Francisco
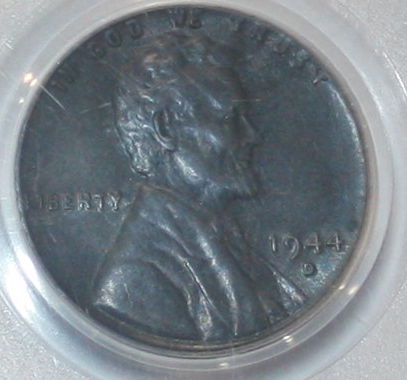
1 cent D - Denver
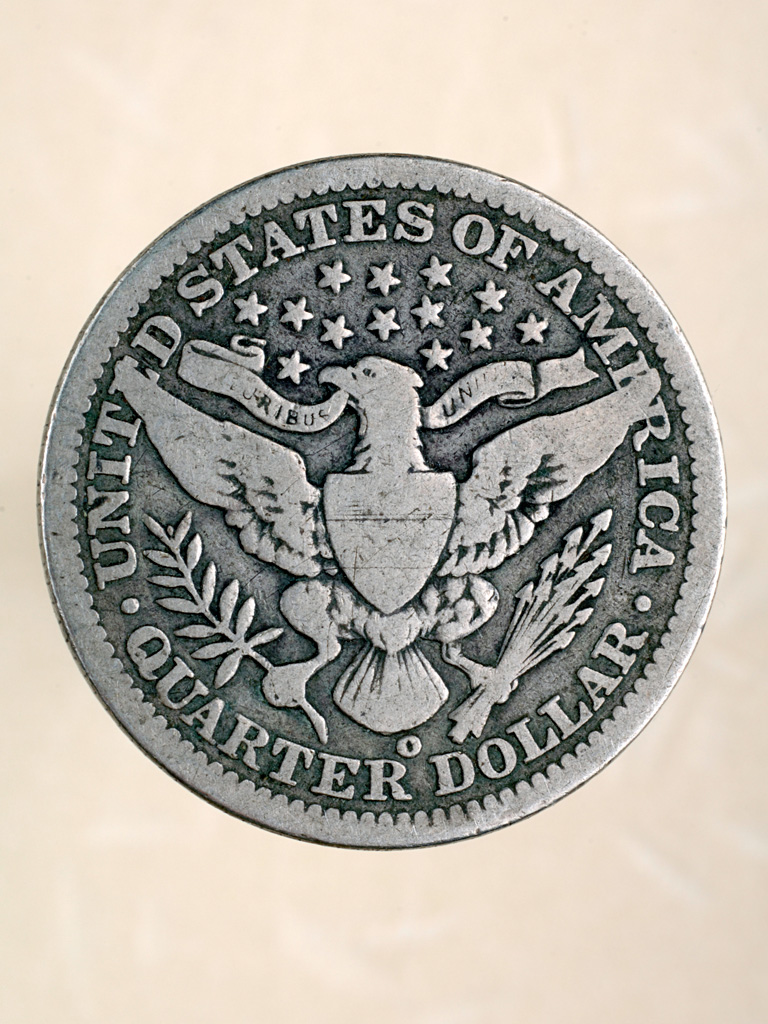
1 quarter de dollar O - New Orleans
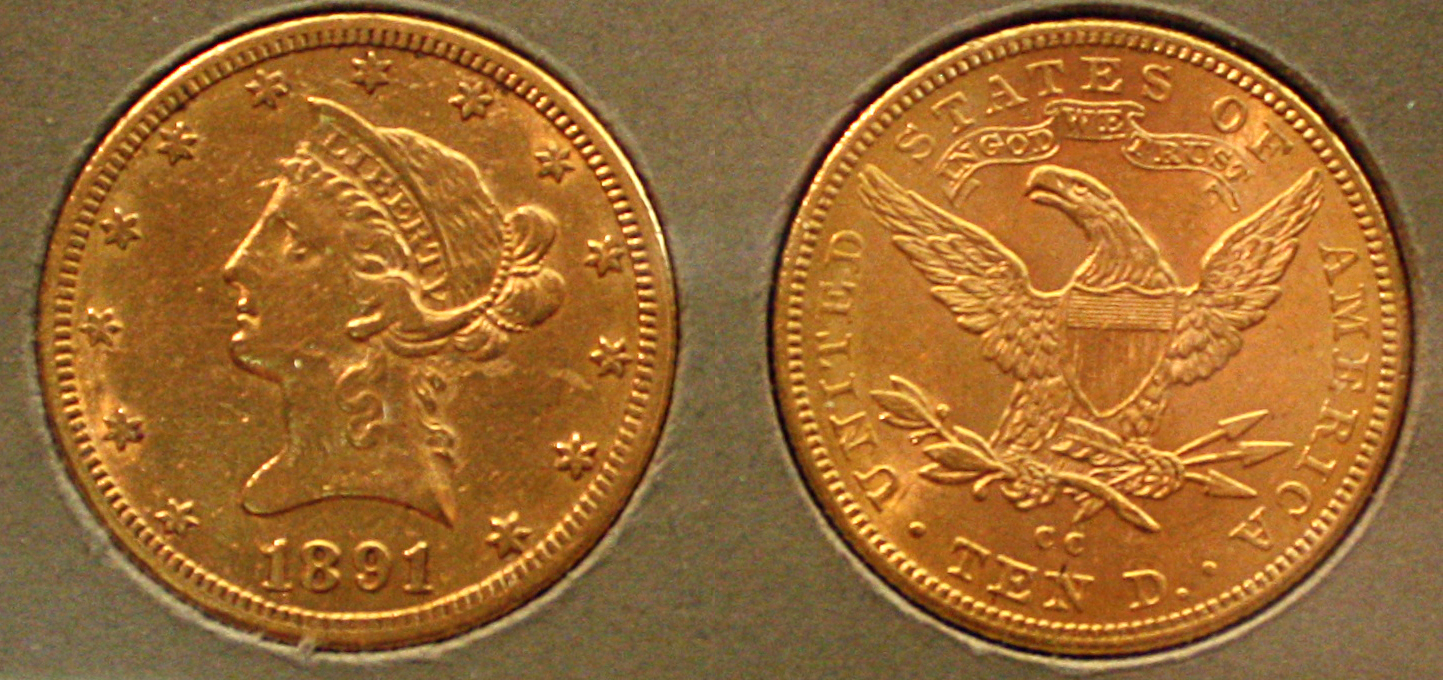
10 dollars CC - Carson City
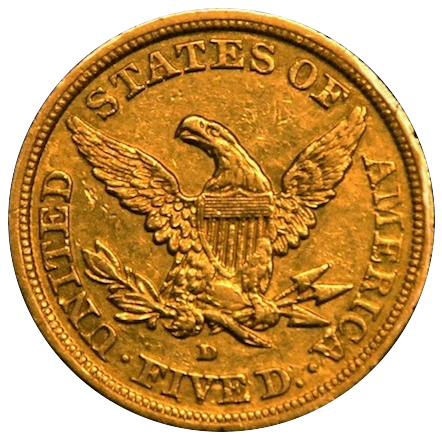
5 dollars D - Dahlonega

Dans l'exemple ci-dessus, pour la pièce de 1 cent à l'avers, sous le buste représentant Lincoln, figurent les lettres V. D. B. renvoyant au graveur Victor David Brenner.

### Sur les pièces françaises
L’ordonnance de 1832 prescrit l’apposition du différent du directeur de la Monnaie de Paris. Jusqu’en 1879, ce poinçon était la marque personnelle du directeur de l’établissement. Puis, à partir du 1er janvier 1880, le différent figure une corne d’abondance. Un autre différent est présent sur les monnaies, il s’agit de la marque du graveur général.

#### Les marques d'atelier de frappe depuis 1880
Alors qu'il y avait 17 ateliers de frappe en 1789, il ne reste en 1880 que celui de Paris qui  sera remplacé par celui de Pessac en 1973. D'autres ateliers ont fonctionné de manière temporaire au cours du XXe siècle, principalement durant deux périodes, la Première et la Seconde Guerre mondiale (par exemple, Castelsarrazin par la lettre C, Poissy symbolisé par un éclair).
| Atelier           | Période d'activité  | Marque                                | Visuel |
| ----------------- | ------------------- | ------------------------------------- | ------ |
| Paris             | jusqu'en 1973       | pas de marque                         |        |
| Castelsarrasin    | 1914 et 1942 à 1946 | "C"                                   |        |
| Poissy            | 1922 à 1924         | éclair                                |        |
| Bruxelles         | 1939                | "B" en creux dans un disque en relief |        |
| Beaumont-le-Roger | 1940 et 1943 à 1958 | "B"                                   |        |
| Pessac            | depuis 1973         | pas de marque                         |        |

#### Les différents des Graveurs généraux depuis la Révolution française
| Période d'activité | Graveur                   | Marque                                                   | Visuel |
| ------------------ | ------------------------- | -------------------------------------------------------- | ------ |
| an IV - an XI      | Augustin Dupré            | Petite Artémis tirant à l'arc                            |        |
| an XI - 1815       | Pierre-Joseph Tiolier     | Initiale Tr. cursif (Consulat et Empire)                 |        |
| 1815 - 1816        | Pierre-Joseph Tiolier     | Tête de cheval sous le buste (Louis XVIII)               |        |
| 1816 - 1824        | Nicolas-Pierre Tiolier    | Tête de cheval sous le buste (Louis XVIII)               |        |
| 1824 - 1830        | Nicolas-Pierre Tiolier    | T cursif sous le buste (Louis XVIII)                     |        |
| 1830 - 1832        | Nicolas-Pierre Tiolier    | T cursif sans point (Charles X)                          |        |
| 1832 - 1842        | Nicolas-Pierre Tiolier    | Etoile (Louis-Philippe)                                  |        |
| 1843 - 1855        | Jacques-Jean Barre        | Tête de levrette                                         |        |
| 1855 - 1878        | Désiré-Albert Barre       | Ancre                                                    |        |
| 1879               | Jean-Auguste Barre        | Ancre avec l'anneau barré                                |        |
| 1880 - 1896        | Jean Lagrange             | Faisceau de verges                                       |        |
| 1896 - 1930        | Henri-Auguste-Jules Patey | Torche allumée                                           |        |
| 1931 - 1958        | Lucien Bazor              | Aile d'oiseau                                            |        |
| 1958 - 1974        | Raymond Joly              | Chouette                                                 |        |
| 1974 - 1994        | Émile Rousseau            | Dauphin                                                  |        |
| 1994 - 2000        | Pierre Rodier             | Abeille                                                  |        |
| 2000 - 2002        | Gérard Buquoy             | Fer à cheval                                             |        |
| 2003               | Serge Levet               | Cœur stylisé avec les initiales SL                       |        |
| Depuis 2003        | Hubert Larivière          | Cor de chasse, quelques vagues et une ébauche de poisson |        |

- Les euros en argent et en or (Semeuse, Euros des Régions, Hercule) portent le différent du graveur Joaquin Jimenez.
- à partir de 2011 : Un nouveau différent sera présent sur les pièces françaises, celui d'Yves Sampo.

### Sur les pièces néerlandaises

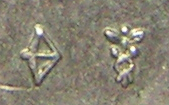
Différent de Drs. Chr. van Draanen (à gauche) et différent de la Monnaie royale néerlandaise (Koninklijke Nederlandse Munt).

#### Les euros néerlandais
5 différents de graveur général sont apparus sur les pièces en euros :
- 1999 : arc et flèche (Drs. Chr. van Draanen)
- 2000 : arc et flèche avec étoile (W. J. van Schouwenburg, intérim)
- 2001 : branche de vigne et fruits (R. Bruens)
- 2002 : branche de vigne et fruits avec étoile (Maarten Brouwer, intérim)
- depuis 2003 : voiles de bateau (Maarten Brouwer)

## Sources
- (nl) Liste des différents de graveur général néerlandais (nl)
- (fr) Petite histoire de différents par la Monnaie de Paris